# Ahrarne
Ahrarne (în ucraineană Аграрне) este o așezare de tip urban din orașul regional Simferopol, Republica Autonomă Crimeea, Ucraina. În afara localității principale, nu cuprinde și alte sate.

## Demografie
Componența lingvistică a așezării de tip urban Ahrarne
     Rusă (86,57%)
     Ucraineană (10,95%)
     Alte limbi (1,35%)
Conform recensământului din 2001, majoritatea populației așezării de tip urban Ahrarne era vorbitoare de rusă (86,57%), existând în minoritate și vorbitori de ucraineană (10,95%).